# Treehouse of Horror XVII
Treehouse of Horror XVII, titulado La casa-árbol del terror XVII en España y La casita del horror XVII en Hispanoamérica, es el cuarto episodio de la decimoctava temporada de la serie de televisión de dibujos animados Los Simpson y el decimoséptimo especial de Halloween, emitido originalmente el 5 de noviembre de 2006 en Estados Unidos, 5 días después de Halloween, y el 10 de junio del 2007 en Hispanoamérica. El episodio fue escrito por Peter Gaffney y dirigido por David Silverman y Matthew C. Faughnan. En este episodio aparecen como invitados especiales Sir Mix-a-Lot, Dr. Phil McGraw, Richard Lewis, Fran Drescher y Maurice LaMarche. En este especial, Homer se convierte en un monstruo glotón, Bart tiene un gólem de asistente y un radioteatro siembra el pánico en el Springfield de 1938.

## Sinopsis

### Secuencia de presentación
Después de una parodia a Cuentos de la cripta, Montgomery Burns da la bienvenida a los televidentes. La secuencia inicial de Cuentos de la cripta, parodiada desde el comienzo, introduce el tema original escrito por Danny Elfman. Tras llegar al sótano se abre un ataúd y salen un montón de ratas, luego un montón de serpientes, luego un montón de arañas y por último un montón de conejos. Burns se autoconsidera el "maestro de los sustos", lo que sorprende al zombi Smithers. Un aprisionado Moe protesta diciendo que escucharlos a ellos es algo peor que la tortura, y es asesinado con la doncella de hierro. Su sangre se arrastra por el piso y queda escrito Treehouse of Horror XVII. Moe queda sorprendido y dice: "¿Qué dice? Treehouse of Horror XVII ¿Y con mi sangre? ¡Ay, qué bonito!".

### Married To The Blob (Casada con la Mancha enHispanoamérica; Casada con la Masa enEspaña)
Cuando Homer y Marge están besándose en la hamaca, un meteorito cae cerca, arrancándole gran parte de su cabello a Marge durante la caída. Cuando se abre, hay un malvavisco (o al menos eso cree Homer) rodeado de una sustancia gelatinosa verde. A pesar de las objeciones de la familia, Homer se come el malvavisco, que empieza a salirle por todas partes de su cara sin embargo es vencido por Homer quien lo traga de todas maneras. Esa misma noche, su estómago (que en realidad fue reemplazado por la materia extraña que ingirió) lo despierta por hambre con ruidos y demás gorgoteos, y Homer termina comiéndose toda la comida de la casa. Pero aun así sigue con mucha hambre: incluso intenta devorar a Bart, pero es detenido por Marge.
Ahora seriamente gordo, Homer camina por la calle buscando comida, inmediatamente encuentra unos adolescentes festejando en la playa y cuando uno de ellos cae en la fogata que tenían encendida Homer no aguanta más y se lo come. Pronto, Homer engorda más hasta crecer a un tamaño gigante y empieza a devorar personas obesas. En poco tiempo se convierte en una masa deforme y verde sin nada más que estómago, caminando por las calles de Springfield devorando a todas las personas que encuentra a su paso sin poder ser detenido. Cuando Homer devora a todos los pasajeros de un autobús como dulces, incluyendo a Ned Flanders, aparece Phil McGraw, mostrándole a la familia Simpson y diciéndole que debe detenerse. Homer decide detenerse con tal de no comerse a Marge y se pregunta cómo podría su problema brindarle una ayuda a la comunidad. Luego, el alcalde Quimby inaugura un refugio para indigentes, en donde detrás de él, se encuentra Homer devorando a todas las personas sin hogar que ingresan.

### You Gotta Know When to Golem ("El Golem Mágico" en Hispanoamérica / "Donde las dan, las golem" en España)
Empieza en el programa de Krusty el payaso, que dice que desde el día siguiente el programa será transmitido en alta definición. Luego Bart, después de mostrarle algo a Milhouse entra por una puerta y aparecen un montón de chucherías. Luego aparece Krusty y le dice que esto no es un museo, Bart le dice que solo estaba viendo un Golem. Krusty le dice que es un Golem mágico. Le cuenta la historia de cómo fue creado y que hace cualquier cosa que se escriba en un pergamino y se meta en la boca del Golem. Bart escribe un pergamino que dice que vaya a su casa a las doce de la noche. El Golem va y Bart lo usa para hacer toda clase de cosas, como cambiarles las cabezas a Jimbo, Kearney y Dolph en la escuela. Cuando Lisa se entera de eso, le escribe al Golem un pergamino que dice que hable, y el Golem se muestra muy arrepentido de todo lo que ha hecho. Cuando el Golem empieza a ser una molestia, Marge hace otro Golem de plastilina que funciona igual que el Golem de Krusty. Luego los dos Golems se casan y termina el cuento.

### The Day The Earth Looked Stupid (El día que la Tierra se vio estúpida en Hispanoamérica / El día en que la Tierra resistió estúpida en España)
La población de Springfield, alrededor de 1938, es engañada por la famosa transmisión de radio de Orson Welles leyendo La guerra de los mundos (de H. G. Wells), llegando a creer que la Tierra ha sido invadida por extraterrestres. Se desata una furia masiva y hay muchos problemas, llegando a destruir la ciudad. Luego la población se desnuda y se revuelca en el lodo imitando diversos animales con el fin de engañar a los extraterrestres, pues Marge mencionó que los marcianos están solo buscando humanos, no animales. Al día siguiente, Lisa pone en conocimiento de los ciudadanos que todo fue un engaño y estos, enojados, declaran no volver a caer en un engaño similar.
Los extraterrestres Kang y Kodos deciden que ésta es una excelente oportunidad para invadir la Tierra, destruyendo lo que queda de la ciudad. Los ciudadanos creen que se trata de otra transmisión ficticia por radio, aunque Orson Welles llega a Springfield y advierte que no se trata de ningún engaño y que es una invasión real. Welles ruega a la policía que haga algo para detener la invasión. El segmento termina 3 años más tarde, con Kang y Kodos mirando las ruinas de lo que fue Springfield, preguntándose por qué no fueron recibidos como liberadores, puesto que ellos querían deshacerse de las armas de destrucción masiva durante su operación «Ocupación Perpetua».